# Кедринский, Гавриил Павлович
Гавриил Павлович Кедринский (29 ноября 1897, Санкт-Петербург или Могилёв — 15 января 1942, Севастополь, Крымская АССР) — российский и советский военный. Участник Первой и Второй мировых войн. Погиб во время обороны Севастополя.

## Биография
Родился 29 ноября 1897 года в Санкт-Петербурге (по другим данным в Могилёве). Участник Первой мировой войны, Октябрьской революции и гражданской войны. В 1919 году вступил в коммунистическую партию. Выпускник Высшей Артиллерийской школы и Военной академии имени М. В. Фрунзе (1923).
Воевал на гражданской войне в Испании. Во время Второй мировой войны был отправлен на войну с Финляндией, участвовал в присоединении Западной Украины, Западной Белоруссии и Бессарабии.
С началом Великой Отечественной войны — участник обороны Одессы. Руководил переправой войск через Днестровский лиман в районе Каролино, Бугаз. Был контужен, «несмотря на слабое здоровье, не выходил из строя, а упорно, как подобает командиру, продолжал руководить инженерными войсками». Участник обороны Севастополя. Являлся начальником отдела инженерных войск Приморской армии. Военный инженер I ранга, переаттестован как полковник. Занимался обустройством оборонительных рубежей. 1 января 1942 года назначен заместителем командующего Приморской армией.
15 января 1942 года полковник Г. П. Кедринский с сопровождающим попал под миномётный обстрел в Мартыновском овраге. Солдат был убит, а полковник Г. П. Кедринский смертельно ранен. Г. П. Кедринский умер  в Инкерманский госпитале через несколько часов после ранения.
Первоначально был похоронен на Малаховом кургане. На траурной церемонии присутствовал один из руководителей обороны города генерал Иван Петров.
В 1952 году прах Кедринского был перезахоронен на кладбище Коммунаров. Автор памятника — архитектор З. А. Серапионов. Ныне могила и памятник - ОКН регионального значения  Объект культурного наследия народов РФ регионального значения. Рег. № 921711298290005 (ЕГРОКН).
На месте ранения Кедринского в Мартыновской балке в 1965 году был установлен четырёхгранный обелиск. 
Полковник (позднее генерал-лейтенант) инженерных войск Е. В. Леошеня вспоминал: «Полковник Гавриил Павлович Кедринский – подчеркнуто подтянутый, в ремнях и до блеска начищенных сапогах. Как мы убедились в дальнейшем, он был не только настоящим знатоком своего дела, но и человеком с творческой инициативой. Позже мне стало известно, что при оставлении Одессы Г. П. Кедринский лично заложил в гостинице мину замедленного действия, взрыв которой уничтожил группу фашистских офицеров».

## Награды и звания
- Орден Красной звезды (21.03.1940)[1]
- Орден Красного знамени (13.11.1941)
- Орден Красного знамени (10.02.1942)
- Юбилейная медаль «XX лет Рабоче-Крестьянской Красной Армии»(1938)[1]